# Fanano
Fanano là một đô thị ở tỉnh Modena thuộc vùng Emilia-Romagna, có vị trí cách khoảng 50 km southvề phía tây của Bologna và khoảng 50 km về phía nam của Modena. Tại thời điểm ngày 31 tháng 12 năm 2004, đô thị này có dân số 2.999 người và diện tích 89,8 km².
Fanano giáp các đô thị: Cutigliano, Fiumalbo, Lizzano in Belvedere, Montese, San Marcello Pistoiese, Sestola.